# Pawnee (Texas)
Pawnee è un census-designated place degli Stati Uniti d'America, situato nella contea di Bee dello Stato del Texas. Secondo il censimento effettuato nel 2010 gli abitanti erano 166.

## Geografia fisica
Pawnee è situato a 28°38′58″N 98°00′06″W (28.649307, -98.001649). È attraversato dalla Farm roads 673 e 798.
Secondo lo United States Census Bureau, ha un'area totale di 5,2 miglia quadrate (13 km²).

## Società

### Evoluzione demografica
Secondo il censimento del 2000, c'erano 201 persone, 75 nuclei familiari, e 54 famiglie residenti nella città. La densità di popolazione era di 38,5 persone per miglio quadrato (14,9/km²). C'erano 93 unità abitative a una densità media di 17,8 per miglio quadrato (6,9/km²). La composizione etnica della città era formata dal 58,21% di bianchi, lo 0,50% di afroamericani, il 41,29% di altre razze. Ispanici o latinos di qualunque razza erano il 90,05% della popolazione.
C'erano 75 nuclei familiari di cui il 29,3% aveva figli di età inferiore ai 18 anni, il 66,7% erano coppie sposate conviventi, l'1,3% aveva un capofamiglia femmina senza marito, e il 28,0% erano non-famiglie. Il 24,0% di tutti i nuclei familiari erano individuali e il 16,0% aveva componenti con un'età di 65 anni o più che vivevano da soli. Il numero di componenti medio di un nucleo familiare era di 2,68 e quello di una famiglia era di 3,28.
La popolazione era composta dal 23,9% di persone sotto i 18 anni, l'8,5% di persone dai 18 ai 24 anni, il 26,9% di persone dai 25 ai 44 anni, il 21,9% di persone dai 45 ai 64 anni, e il 18,9% di persone di 65 anni o più. L'età media era di 38 anni. Per ogni 100 femmine c'erano 109,4 maschi. Per ogni 100 femmine dai 18 anni in giù, c'erano 109,6 maschi.
Il reddito medio di un nucleo familiare era di 35.500 dollari, e quello di una famiglia era di 57.000 dollari. I maschi avevano un reddito medio pro capite di 46.042 dollari contro i 37.125 dollari delle femmine. Il reddito medio pro capite era di 21.165 dollari. Circa il 17,0% delle famiglie e il 19,9% della popolazione erano sotto la soglia di povertà, incluso il 26,7% di persone sotto i 18 anni di età e il 35,8% di persone di 65 anni o più.

## Istruzione
Il Pawnee Independent School District gestisce l'istruzione pubblica.